# Trachelomonas zorensis
Trachelomonas zorensis is een soort in de taxonomische indeling van de Euglenozoa. Deze micro-organismen zijn eencellig en meestal rond de 15-40 mm groot. Het organisme komt uit het geslacht Trachelomonas en behoort tot de familie Euglenaceae. Trachelomonas zorensis werd in 1933 ontdekt door Lefèvre.